# Безгузово
Безгу́зово — деревня в Кашинском районе Тверской области (Россия). Входит в Фарафоновское сельское поселение.
На картах, изданных до 1917 года, встречается также название «Безгузова».
Расположена на высоком живописном берегу реки Кашинки в полукилометре от города Кашина.
На многих административных картах деревня входит в городскую черту, что вызывает многочисленные хозяйственные споры.
На деревню распространяется городская почтовая связь. В некоторых домах имеются телефоны с городскими номерами. В центре деревни установлен общедоступный телефон.
В деревне постоянно проживает около 70 человек (русские, цыгане, армяне). В выходные и праздничные дни в деревню приезжает ещё с два десятка т. н. «дачников».
Основная деятельность населения: крупное и мелкое животноводство, натуральное и тепличное хозяйство, рыбалка. Близость к Кашину обусловила занятость части населения на городских предприятиях и в городской сфере услуг (в деревне два автосервиса). Среди городских переселенцев распространены цветоводство и компьютерные технологии.

## История
Накануне выборов 4 декабря 2011 года деревня отказалась голосовать из-за нерешаемых бытовых проблем (водопровод, дорога, газ) о чём сообщили в письме Медведеву.